# Международная олимпиада по информатике
Международная олимпиада по информатике (IOI) — это ежегодное соревнование по информатике среди школьников. IOI впервые была проведена в 1989 году.
Соревнование состоит из двух дней, в котором участникам предлагается решить и запрограммировать алгоритмические задачи. Участники соревнуются индивидуально; от каждой страны может быть не больше четырёх участников (общее количество стран в 2021-м году составляло 88). Участники обычно выбираются по результатам национальных соревнований.
Это вторая по величине олимпиада по наукам среди школьников, после Международной математической олимпиады, по количеству участвующих стран.

## Структура соревнования
В каждый день соревнования участникам обычно предлагается решить три (в 2009—2010 году — четыре) задачи за пять часов. Каждый участник решает задачи самостоятельно, пользуясь одним компьютером. Строго запрещается общение с другими участниками, использование учебной литературы и т. д. Обычно для решения задачи необходимо написать программу на языке C++, Pascal (до 2019) или Java (до 2021) размером не более 50 килобайт и отослать её перед окончанием пятичасового соревнования. Запрещается отправлять более 50 решений на одну задачу, а также более одной посылки в минуту (за исключением последних 15 минут олимпиады). Во время соревнования программа оценивается с помощью запуска её на наборе секретных тестов (обычно 10-20 тестов). Участник получает баллы за каждый правильно решенный тест, при условии что время работы программы и объём используемой ею памяти укладываются в указанные в условии задачи ограничения. Иногда участникам необходимо взаимодействовать с секретной библиотекой. Это позволяет создать задачи с не фиксированными входными данными, которые зависят от реакции программы участника, — например, игры. Также существуют задачи с открытыми входными данными, то есть участнику в начале соревнования даются тесты, ответы на которые он должен отослать вместо программы, которая бы решала задачу. Таким образом, участник может выбирать, решать ли задачу вручную, писать программу, решающую это за него, или комбинировать два этих метода.
Баллы, полученные за два дня соревнования, суммируются для каждого участника по отдельности. На церемонии награждения участники награждаются в соответствии с рейтингом, который строится на основе суммарного количества баллов. Не более 50 % участников награждаются медалями так, чтобы соотношение золото : серебро : бронза : без медали было приблизительно 1:2:3:6 (то есть 1/12 часть участников получает золотые медали, 1/6 следующих получает серебряные медали и четверть последующих — бронзу).

## Список мест проведения IOI
| Год  | Место               | Страна               | Дата проведения            | Сайт олимпиады | Количество стран-участников |
| ---- | ------------------- | -------------------- | -------------------------- | -------------- | --------------------------- |
| 2029 |                     | Болгария             |                            |                |                             |
| 2028 |                     | Япония               |                            |                |                             |
| 2027 | Потсдам             | Германия             | 12 — 19 сентября           |                |                             |
| 2026 | Ташкент             | Узбекистан           | 9 — 16 августа             |                |                             |
| 2025 | Сукре               | Боливия              | 27 июля — 3 августа        |                | 87                          |
| 2024 | Александрия         | Египет               | 1 — 8 сентября             |                | 94                          |
| 2023 | Сегед               | Венгрия              | 28 августа — 4 сентября    |                | 89                          |
| 2022 | Джокьякарта         | Индонезия            | 7 — 15 августа             |                | 90                          |
| 2021 | онлайн              | Сингапур             | 19 — 25 июня               |                | 88                          |
| 2020 | онлайн              | Сингапур             | 13 — 19 сентября           |                | 87                          |
| 2019 | Баку                | Азербайджан          | 4 августа — 11 августа     |                | 87                          |
| 2018 | Цуку́ба              | Япония               | 1 — 8 сентября             | [ 2 ]          | 87                          |
| 2017 | Тегеран             | Иран                 | 28 июля — 4 августа        | [ 4 ]          | 82                          |
| 2016 | Казань              | Россия               | 12 — 19 августа 2016       |                | 80                          |
| 2015 | Алма-Ата            | Казахстан            | 26 июля — 2 августа 2015   |                | 83                          |
| 2014 | Тайвань             | Китайская Республика | 13 — 20 июля 2014          |                | 81                          |
| 2013 | Брисбен             | Австралия            | 6 — 13 июля 2013           |                | 77                          |
| 2012 | Сирмионе            | Италия               | 23 — 30 сентября 2012      |                | 81                          |
| 2011 | Паттайя             | Таиланд              | 22 — 29 июля 2011          |                | 78                          |
| 2010 | Уотерлу             | Канада               | 14 — 21 августа 2010       |                | 80                          |
| 2009 | Пловдив             | Болгария             | 8 — 15 августа 2009        |                | 85                          |
| 2008 | Каир                | Египет               | 16 — 23 августа 2008       |                | 75                          |
| 2007 | Загреб              | Хорватия             | 15 — 22 августа 2007       |                | 77                          |
| 2006 | Мерида, п-ов Юкатан | Мексика              | 13 — 20 августа 2006       |                | 76                          |
| 2005 | Новый Сонч          | Польша               | 18 — 25 августа 2005       |                | 72                          |
| 2004 | Афины               | Греция               | 11 — 18 сентября 2004      |                | 80                          |
| 2003 | штат Висконсин      | США                  | 16 — 23 августа 2003       |                | 80                          |
| 2002 | Йонин-си            | Республика Корея     | 18 — 25 августа 2002       |                | 78                          |
| 2001 | Тампере             | Финляндия            | 14 — 21 июля 2001          |                | 74                          |
| 2000 | Пекин               | Китай                | 23 — 30 сентября 2000      |                | 72                          |
| 1999 | Анталья             | Турция               | 9 — 16 октября 1999        |                | 65                          |
| 1998 | Сетубал             | Португалия           | 5 — 12 сентября 1998       | —              | 65                          |
| 1997 | Кейптаун            | ЮАР                  | 30 ноября — 7 декабря 1997 | —              | 61                          |
| 1996 | Веспрем             | Венгрия              | 25 июля — 2 августа 1996   |                | 57                          |
| 1995 | Эйндховен           | Нидерланды           | 26 июня — 3 июля 1995      |                | 53                          |
| 1994 | Ханинге             | Швеция               | 3 — 10 июля 1994           | —              | 50                          |
| 1993 | Мендоса             | Аргентина            | 16 — 25 октября 1993       |                | 48                          |
| 1992 | Бонн                | Германия             | 11 — 21 июля 1992          | —              | 51                          |
| 1991 | Афины               | Греция               | 19 — 25 мая 1991           | —              | 30                          |
| 1990 | Минск               | Белорусская ССР      | 15 — 21 июля 1990          | —              | 25                          |
| 1989 | Правец              | Болгария             | 16 — 19 мая 1989           | —              | 13                          |